# كوليسالفيتي
كوليسالفيتي هي بلدية ايطالية بها حوالي 16 700 نسمة، وتقع في مقاطعة ليفورنو في توسكانا، في وسط إيطاليا.